# Гушан, Виктор Анатольевич
Виктор Анатольевич Гушан (рум. Victor Gușan; род. 9 сентября 1962) — приднестровский олигарх, владелец и президент холдинга «Шериф». Компания владеет значительной частью экономики Приднестровской Молдавской Республики, благодаря чему Гушан имеет влияние на политическую жизнь ПМР. Кроме гражданства ПМР имеет паспорта Молдавии, Украины и России.

## Биография
Родился 9 сентября 1962 года. Работал в органах милиции. По другим данным являлся офицером КГБ.
В 1993 году вместе с Ильей Казмалы основал в Приднестровье холдинг «Шериф». С марта 2012 года Гушан полностью контролирует ООО «Шериф», являясь его президентом.

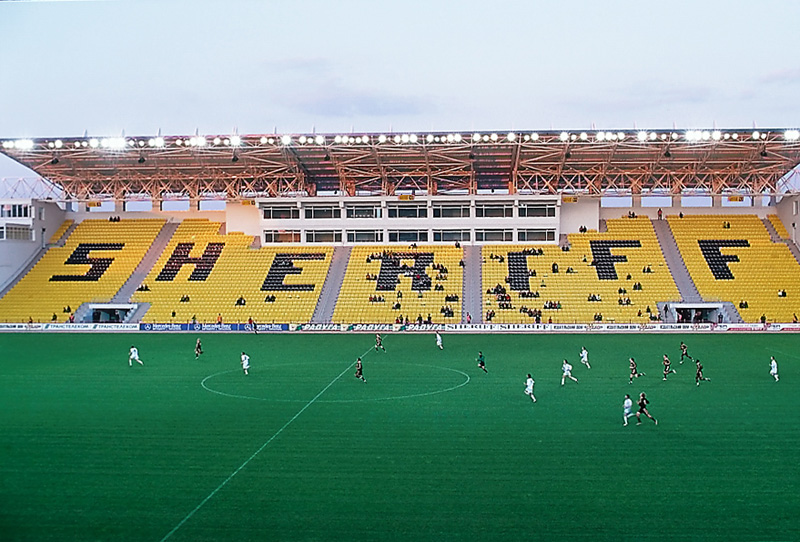
Спорткомплекс «Шериф»

Первоначально компания занималась торговлей сигаретами и спиртом, а позже занялась торговлей другими видами продукции, чему способствовало близкое расположение региона к украинским портам в Одессе и Черноморске. «Шериф» занял практически монопольное положение в ПМР, контролируя сферу торговли, нефтяной рынок, телекоммуникации и средства массовой информации. Компания владеет оператором мобильной связи «Интерднестрком», Тираспольским винно-коньячным заводом, банком «Агропромбанк», текстильной фабрикой «Тиротекс», телеканалом ТСВ, казино, футбольным клубом, спортивным комплексом, рядом автосалонов и сетью заправок. Кроме собственности в ПМР, «Шериф» владеет украинским оператором связи «Интертелеком», молдавскими компаниями Iunitel-Grup SRL и Business Market SRL, а также шестью компаниями на Виргинских островах.
К 2021 году «Шериф» контролировал около 60 % легальной экономики ПМР, отчисляя в бюджет непризнанного государства более половины всех его доходов. Гушан является одним из самых богатых людей на постсоветском пространстве, его состояние по разным данным оценивается в 2 миллиарда долларов. Владеет земельными участками и недвижимостью в Вилково и одесском районе Совиньон.
Успехам «Шерифа» помогала поддержка со стороны президента ПМР Игоря Смирнова, который освободил «Шериф» от уплаты налогов и таможенных пошлин. Компания поддерживала политическую партию «Обновление», которая неоднократно избиралась в парламент ПМР. Президент ПМР Евгений Шевчук в период своего правления (2011—2016) критиковал монополию «Шерифа» и обвинял его владельца в серии заказных убийств. После отставки Шевчук покинул ПМР, сообщив о готовящимся на него покушении, которое организовал Гушан. По итогам выборов 2020 года в парламент не прошёл ни один кандидат, не связанный с холдингом «Шериф», что сосредоточило всю власть в непризнанной республике в руках «Шерифа».
В марте 2023 года румынский сенатор Клаудиу Тарзиу написал письмо президенту Украины Владимиру Зеленскому с требованием лишить украинского гражданства нескольких приднестровских деятелей, в том числе Гушана.

## Семья
Сын — Евгений Викторович Гушан — депутат Верховного совета ПМР.